# مدینیا
مدینیّا دهستانی در استان آبیلای اسپانیا است.
در این دهستان ۲۰۰ نفر زندگی می‌کنند. مساحت این دهستان ۲۲٫۸۶ کیلومتر مربع است.